# Prostřední Poříčí
Prostřední Poříčí är en ort i Tjeckien.   Den ligger i regionen Södra Mähren, i den östra delen av landet, 160 km öster om huvudstaden Prag. Prostřední Poříčí ligger 383 meter över havet och antalet invånare är 270.
Terrängen runt Prostřední Poříčí är kuperad österut, men västerut är den platt. Prostřední Poříčí ligger nere i en dal. Runt Prostřední Poříčí är det ganska tätbefolkat, med 120 invånare per kvadratkilometer. Närmaste större samhälle är Boskovice, 15,0 km sydost om Prostřední Poříčí. I omgivningarna runt Prostřední Poříčí växer i huvudsak blandskog.